# Bisdom Hippos

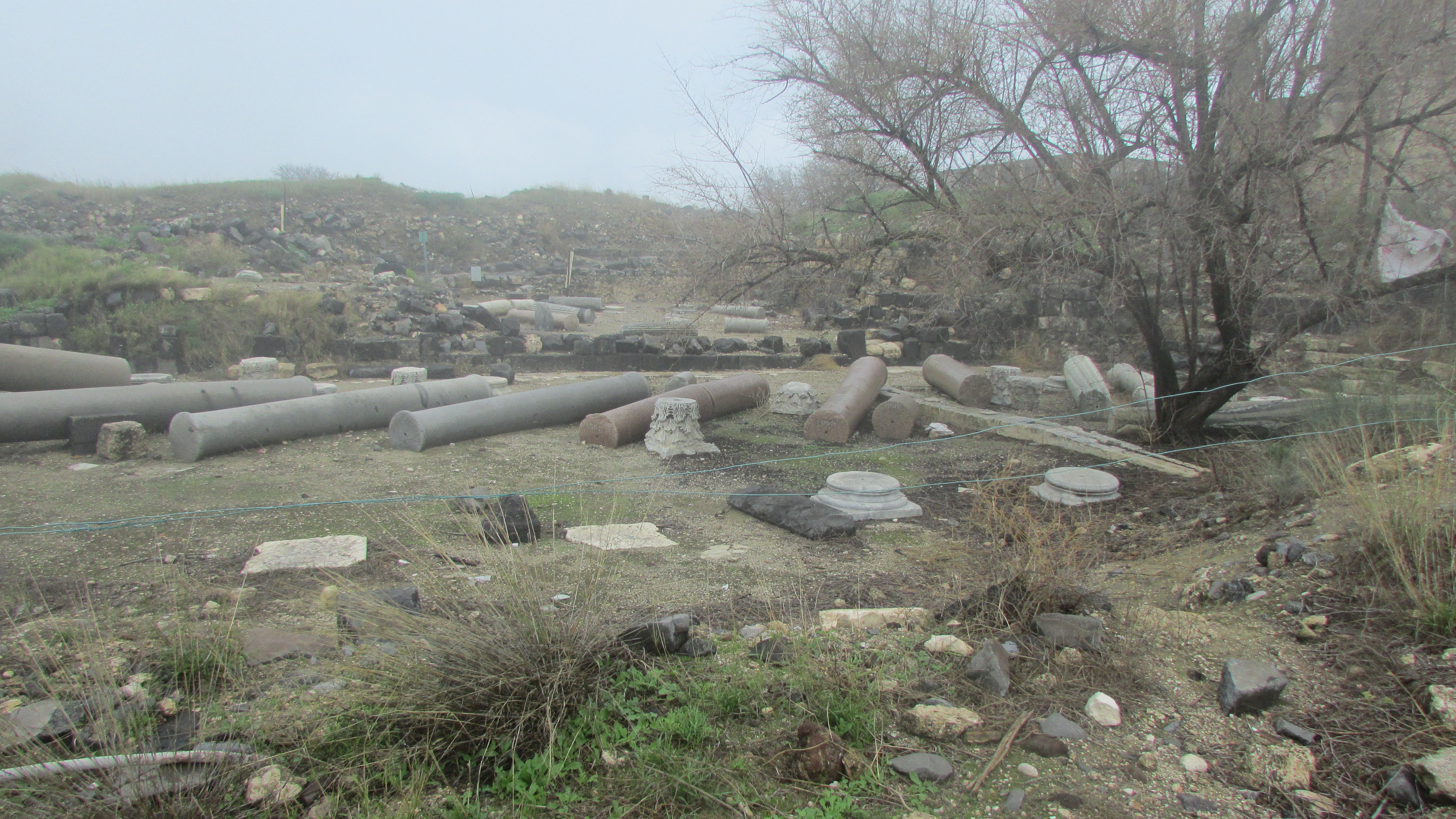
Voormalige kathedraal van Hippos, in Noord-Israël

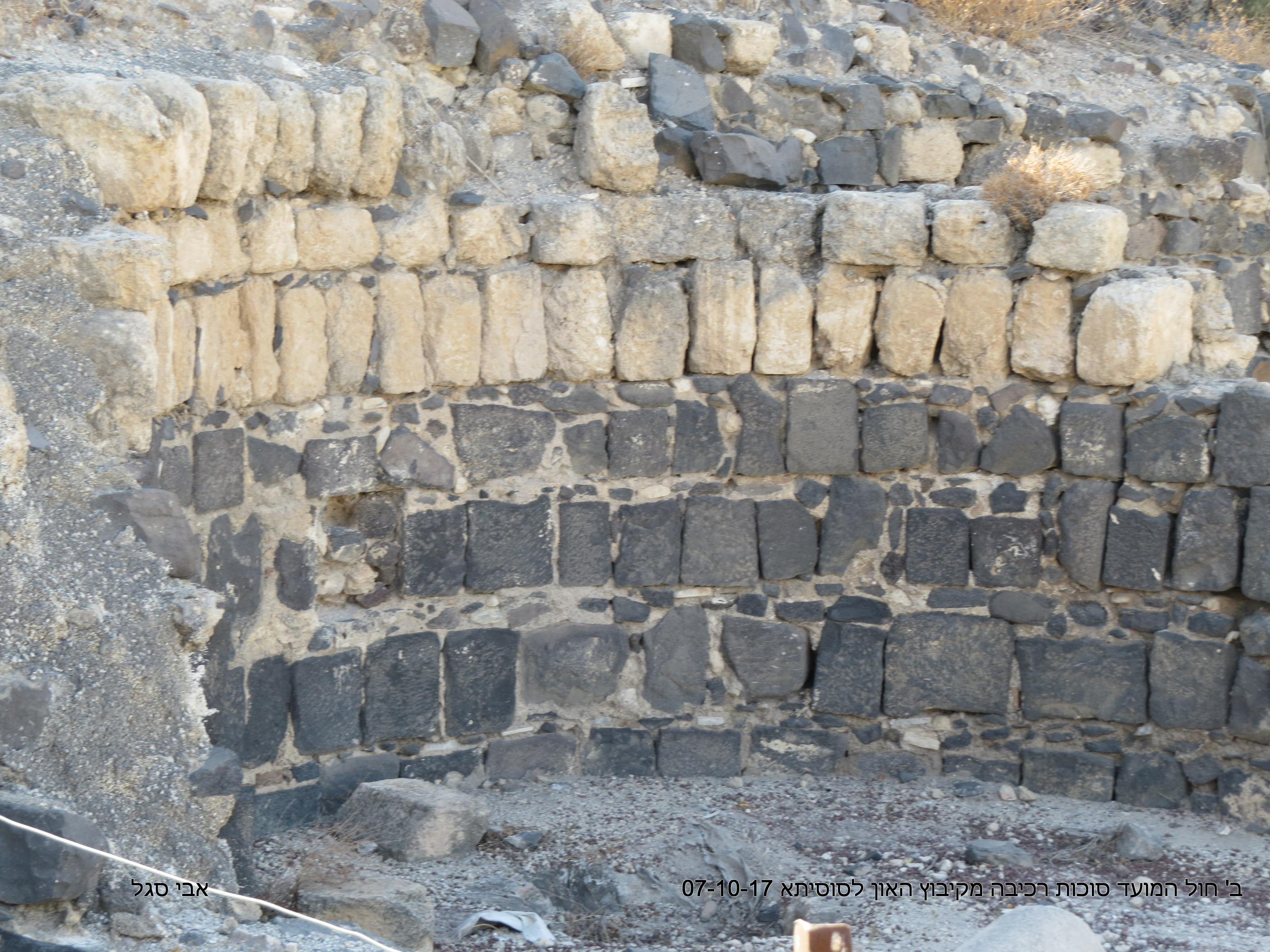
Zwartgeblakerde muren van de voormalige kathedraal

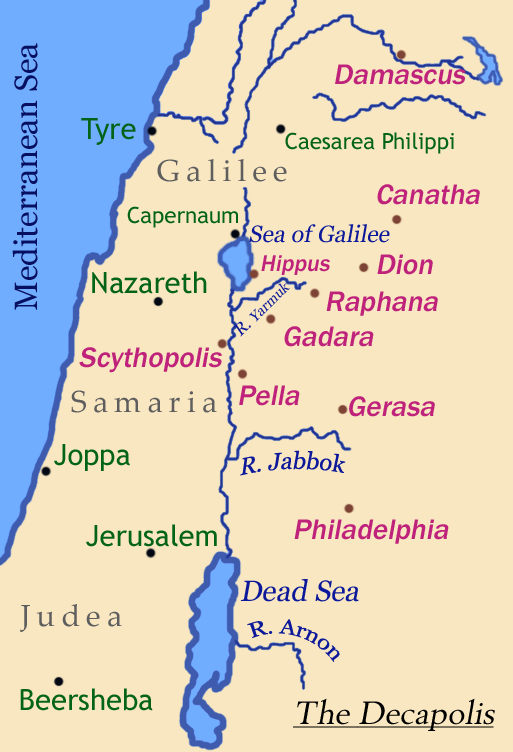
Dekapolis in het Romeinse Rijk: de tien stadsnamen zijn in het rood.

Het bisdom Hippos of Hippus (Latijn: Dioecesis Hippena) (4e eeuw – 7e eeuw) was een bisdom in de stad Hippos (Griekse naam) of Sussita (Hebreeuwse naam). Hippos was een van de tien steden van de Dekapolis in het Romeinse Rijk, later Byzantijnse Rijk. Hippos lag aan de oostelijke oever van het meer van Tiberias, aan de voet van de Golanhoogte.

## Bisdom
Nadat keizer Constantijn de Grote het Edict van Milaan uitvaardigde, was het mogelijk bisdommen op te richten in het Romeinse Rijk. Zo ook in het welvarende Hippos, met zijn tempels, onder meer voor de cultus van Romeinse keizers. De stad bezat ook een honderdtal zuilen in rood Egyptisch graniet. Het bisdom Hippos was een suffragaanbisdom van het aartsbisdom Scythopolis, in de Romeinse provincie Palestina Secunda. Scythopolis was een andere stad van de Dekapolis en werd in 409 hoofdstad van Palestina Secunda. Hippos behoorde met andere woorden tot de kerkprovincie Scythopolis.
Van drie bisschoppen van Hippos is de naam bekend:
1. Petrus circa 359
2. Conon circa 518. Zijn naam is vermeld in een brief van bisschop Joannes van Jeruzalem aan bisschop Joannes van Constantinopel.
3. Theodorus circa 536. Zijn naam duikt op op de lijst van synodevaders in Jeruzalem in het jaar 536. Hippos behoorde op dat moment tot het Byzantijnse Rijk.

Meest waarschijnlijk verwoestten in het jaar 614 de Perzen de kathedraal van Hippos. Dit vond plaats tijdens de expansie van het Rijk der Sassaniden. De kathedraal van Hippos kende een verwoestende brand, wat archeologen konden aantonen. Sinds 1993 vinden er opgravingen plaats op deze plek. Archeologen uit Polen, de Verenigde Staten en Israël deden er opzoekingen, onder leiding van de universiteit van Haifa. In 2019 vonden ze op de bodem een mozaïek met een Nieuw-Testamentisch motief: een mand met broden en een vis.

## Titulair bisdom
Vanaf de 14e eeuw kent de Rooms-Katholieke Kerk de titel van ‘bisschop van Hippos’ toe als eretitel. Enkele te vermelden prelaten met de titel zijn:
- Wolfgang Püchler (1465-1475). Deze minderbroeder droeg van 1465 tot zijn dood in 1475 de titel van bisschop van Hippos in zijn functie van hulpbisschop van Passau.
- Franciscus Antonius graaf de Méan de Beaurieux (1785-1792). Als hulpbisschop van Luik was graaf de Méan titulair bisschop van Hippos. Later werd hij prins-bisschop van Luik en aartsbisschop van Mechelen.
- Kaspar de Carl ab Hohenbalken (1843-1844). Gedurende een jaar was hij hulpbisschop van Chur en titulair bisschop van Hippos. Nadien werd hij bisschop van Chur.
- Joseph Elmer Ritter (1933-1934). Hij kreeg deze eretitel bij zijn aanstelling als hulpbisschop van Indianapolis. Later werd hij bisschop en kardinaal-aartsbisschop van Indianapolis en Saint-Louis.

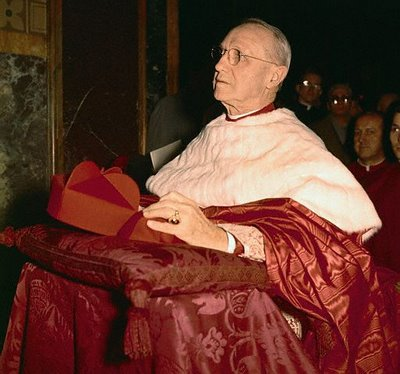
Joseph Elmer Ritter